# Danh sách tiểu hành tinh: 6701–6800
| Tên                 | Tên đầu tiên | Ngày phát hiện       | Nơi phát hiện          | Người phát hiện                                        |
| ------------------- | ------------ | -------------------- | ---------------------- | ------------------------------------------------------ |
| 6701 Warhol         | 1988 AW1     | 14 tháng 1 năm 1988  | Kleť                   | A. Mrkos                                               |
| 6702                | 1988 BP3     | 18 tháng 1 năm 1988  | La Silla               | H. Debehogne                                           |
| 6703                | 1988 CH      | 10 tháng 2 năm 1988  | Yorii                  | M. Arai, H. Mori                                       |
| 6704                | 1988 CJ      | 10 tháng 2 năm 1988  | Yorii                  | M. Arai, H. Mori                                       |
| 6705 Rinaketty      | 1988 RK5     | 2 tháng 9 năm 1988   | La Silla               | H. Debehogne                                           |
| 6706                | 1988 VD3     | 11 tháng 11 năm 1988 | Chiyoda                | T. Kojima                                              |
| 6707 Shigeru        | 1988 VZ3     | 13 tháng 11 năm 1988 | Kitami                 | M. Yanai, K. Watanabe                                  |
| 6708 Bobbievaile    | 1989 AA5     | 4 tháng 1 năm 1989   | Siding Spring          | R. H. McNaught                                         |
| 6709 Hiromiyuki     | 1989 CD      | 2 tháng 2 năm 1989   | Yorii                  | M. Arai, H. Mori                                       |
| 6710 Apostel        | 1989 GF4     | 3 tháng 4 năm 1989   | La Silla               | E. W. Elst                                             |
| 6711 Holliman       | 1989 HG      | 30 tháng 4 năm 1989  | Palomar                | E. F. Helin                                            |
| 6712 Hornstein      | 1990 DS1     | 23 tháng 2 năm 1990  | Kleť                   | A. Mrkos                                               |
| 6713 Coggie         | 1990 KM      | 21 tháng 5 năm 1990  | Palomar                | E. F. Helin                                            |
| 6714 Montréal       | 1990 OE2     | 29 tháng 7 năm 1990  | Palomar                | H. E. Holt                                             |
| 6715 Sheldonmarks   | 1990 QS1     | 22 tháng 8 năm 1990  | Palomar                | H. E. Holt, D. H. Levy                                 |
| 6716                | 1990 RO1     | 14 tháng 9 năm 1990  | Palomar                | H. E. Holt                                             |
| 6717 Antal          | 1990 TU10    | 10 tháng 10 năm 1990 | Tautenburg Observatory | F. Börngen, L. D. Schmadel                             |
| 6718 Beiglböck      | 1990 TT12    | 14 tháng 10 năm 1990 | Tautenburg Observatory | L. D. Schmadel, F. Börngen                             |
| 6719 Gallaj         | 1990 UL11    | 16 tháng 10 năm 1990 | Nauchnij               | L. V. Zhuravleva, G. R. Kastelʹ                        |
| 6720 Gifu           | 1990 VP2     | 11 tháng 11 năm 1990 | Geisei                 | T. Seki                                                |
| 6721                | 1990 VY6     | 10 tháng 11 năm 1990 | Oohira                 | T. Urata                                               |
| 6722 Bunichi        | 1991 BG2     | 23 tháng 1 năm 1991  | Kitami                 | K. Endate, K. Watanabe                                 |
| 6723 Chrisclark     | 1991 CL3     | 14 tháng 2 năm 1991  | Palomar                | E. F. Helin                                            |
| 6724                | 1991 CX5     | 4 tháng 2 năm 1991   | Kushiro                | S. Ueda, H. Kaneda                                     |
| 6725                | 1991 DS      | 21 tháng 2 năm 1991  | Karasuyama             | S. Inoda, T. Urata                                     |
| 6726                | 1991 PS      | 5 tháng 8 năm 1991   | Palomar                | H. E. Holt                                             |
| 6727                | 1991 TF4     | 10 tháng 10 năm 1991 | Palomar                | K. J. Lawrence                                         |
| 6728                | 1991 UM      | 18 tháng 10 năm 1991 | Kushiro                | S. Ueda, H. Kaneda                                     |
| 6729 Emiko          | 1991 VV2     | 4 tháng 11 năm 1991  | Kiyosato               | S. Otomo                                               |
| 6730 Ikeda          | 1992 BH      | 24 tháng 1 năm 1992  | Oohira                 | T. Urata                                               |
| 6731 Hiei           | 1992 BK      | 24 tháng 1 năm 1992  | Yatsugatake            | Y. Kushida, O. Muramatsu                               |
| 6732                | 1992 CG1     | 8 tháng 2 năm 1992   | Kushiro                | S. Ueda, H. Kaneda                                     |
| 6733                | 1992 EF      | 2 tháng 3 năm 1992   | Kushiro                | S. Ueda, H. Kaneda                                     |
| 6734 Benzenberg     | 1992 FB      | 23 tháng 3 năm 1992  | Kushiro                | S. Ueda, H. Kaneda                                     |
| 6735 Madhatter      | 1992 WM3     | 23 tháng 11 năm 1992 | Oohira                 | T. Urata                                               |
| 6736 Marchare       | 1993 EF      | 1 tháng 3 năm 1993   | Oohira                 | T. Urata                                               |
| 6737 Okabayashi     | 1993 ER      | 15 tháng 3 năm 1993  | Kitami                 | K. Endate, K. Watanabe                                 |
| 6738 Tanabe         | 1993 FD1     | 20 tháng 3 năm 1993  | Kitami                 | K. Endate, K. Watanabe                                 |
| 6739 Tärendö        | 1993 FU38    | 19 tháng 3 năm 1993  | La Silla               | UESAC                                                  |
| 6740 Goff           | 1993 GY      | 14 tháng 4 năm 1993  | Palomar                | C. S. Shoemaker, E. M. Shoemaker                       |
| 6741 Liyuan         | 1994 FX      | 31 tháng 3 năm 1994  | Kitami                 | K. Endate, K. Watanabe                                 |
| 6742 Biandepei      | 1994 GR      | 8 tháng 4 năm 1994   | Kitami                 | K. Endate, K. Watanabe                                 |
| 6743 Liu            | 1994 GS      | 8 tháng 4 năm 1994   | Kitami                 | K. Endate, K. Watanabe                                 |
| 6744 Komoda         | 1994 JL      | 6 tháng 5 năm 1994   | Kitami                 | K. Endate, K. Watanabe                                 |
| 6745 Nishiyama      | 1994 JD1     | 7 tháng 5 năm 1994   | Kitami                 | K. Endate, K. Watanabe                                 |
| 6746 Zagar          | 1994 NP      | 9 tháng 7 năm 1994   | Bologna                | Osservatorio San Vittore                               |
| 6747 Ozegahara      | 1995 UT3     | 20 tháng 10 năm 1995 | Oizumi                 | T. Kobayashi                                           |
| 6748 Bratton        | 1995 UV30    | 20 tháng 10 năm 1995 | Kitt Peak              | Spacewatch                                             |
| 6749 Ireentje       | 7068 P-L     | 17 tháng 10 năm 1960 | Palomar                | C. J. van Houten, I. van Houten-Groeneveld, T. Gehrels |
| 6750 Katgert        | 1078 T-1     | 24 tháng 3 năm 1971  | Palomar                | C. J. van Houten, I. van Houten-Groeneveld, T. Gehrels |
| 6751 van Genderen   | 1114 T-1     | 25 tháng 3 năm 1971  | Palomar                | C. J. van Houten, I. van Houten-Groeneveld, T. Gehrels |
| 6752 Ashley         | 4150 T-1     | 26 tháng 3 năm 1971  | Palomar                | C. J. van Houten, I. van Houten-Groeneveld, T. Gehrels |
| 6753 Fursenko       | 1974 RV1     | 14 tháng 9 năm 1974  | Nauchnij               | N. S. Chernykh                                         |
| 6754 Burdenko       | 1976 UD4     | 28 tháng 10 năm 1976 | Nauchnij               | L. V. Zhuravleva                                       |
| 6755 Solovʹyanenko  | 1976 YE1     | 16 tháng 12 năm 1976 | Nauchnij               | L. I. Chernykh                                         |
| 6756                | 1978 VX3     | 7 tháng 11 năm 1978  | Palomar                | E. F. Helin, S. J. Bus                                 |
| 6757 Addibischoff   | 1979 SE15    | 20 tháng 9 năm 1979  | Palomar                | S. J. Bus                                              |
| 6758 Jesseowens     | 1980 GL      | 13 tháng 4 năm 1980  | Kleť                   | A. Mrkos                                               |
| 6759                | 1980 KD      | 21 tháng 5 năm 1980  | La Silla               | H. Debehogne                                           |
| 6760                | 1980 KM      | 22 tháng 5 năm 1980  | La Silla               | H. Debehogne                                           |
| 6761 Haroldconnolly | 1981 EV19    | 2 tháng 3 năm 1981   | Siding Spring          | S. J. Bus                                              |
| 6762 Cyrenagoodrich | 1981 EC25    | 2 tháng 3 năm 1981   | Siding Spring          | S. J. Bus                                              |
| 6763 Kochiny        | 1981 RA2     | 7 tháng 9 năm 1981   | Nauchnij               | L. G. Karachkina                                       |
| 6764 Kirillavrov    | 1981 TM3     | 7 tháng 10 năm 1981  | Nauchnij               | L. I. Chernykh                                         |
| 6765 Fibonacci      | 1982 BQ2     | 20 tháng 1 năm 1982  | Kleť                   | L. Brožek                                              |
| 6766 Kharms         | 1982 UC6     | 20 tháng 10 năm 1982 | Nauchnij               | L. G. Karachkina                                       |
| 6767 Shirvindt      | 1983 AA3     | 6 tháng 1 năm 1983   | Nauchnij               | L. G. Karachkina                                       |
| 6768 Mathiasbraun   | 1983 RY      | 7 tháng 9 năm 1983   | Kleť                   | A. Mrkos                                               |
| 6769 Brokoff        | 1985 CJ1     | 15 tháng 2 năm 1985  | Kleť                   | A. Mrkos                                               |
| 6770 Fugate         | 1985 QR      | 22 tháng 8 năm 1985  | Anderson Mesa          | E. Bowell                                              |
| 6771 Foerster       | 1986 EZ4     | 9 tháng 3 năm 1986   | Siding Spring          | C.-I. Lagerkvist                                       |
| 6772                | 1988 BG4     | 20 tháng 1 năm 1988  | La Silla               | H. Debehogne                                           |
| 6773 Kellaway       | 1988 LK      | 15 tháng 6 năm 1988  | Palomar                | E. F. Helin                                            |
| 6774 Vladheinrich   | 1988 VH5     | 4 tháng 11 năm 1988  | Kleť                   | A. Mrkos                                               |
| 6775 Giorgini       | 1989 GJ      | 5 tháng 4 năm 1989   | Palomar                | E. F. Helin                                            |
| 6776 Dix            | 1989 GF8     | 6 tháng 4 năm 1989   | Tautenburg Observatory | F. Börngen                                             |
| 6777 Balakirev      | 1989 SV1     | 16 tháng 9 năm 1989  | La Silla               | E. W. Elst                                             |
| 6778 Tosamakoto     | 1989 TX10    | 4 tháng 10 năm 1989  | Kitami                 | A. Takahashi, K. Watanabe                              |
| 6779 Perrine        | 1990 DM1     | 20 tháng 2 năm 1990  | Kleť                   | A. Mrkos                                               |
| 6780 Borodin        | 1990 ES3     | 2 tháng 3 năm 1990   | La Silla               | E. W. Elst                                             |
| 6781                | 1990 OD      | 19 tháng 7 năm 1990  | Palomar                | E. F. Helin                                            |
| 6782                | 1990 SU10    | 16 tháng 9 năm 1990  | Palomar                | H. E. Holt                                             |
| 6783 Gulyaev        | 1990 SO28    | 24 tháng 9 năm 1990  | Nauchnij               | L. I. Chernykh                                         |
| 6784 Bogatikov      | 1990 UN13    | 28 tháng 10 năm 1990 | Nauchnij               | L. I. Chernykh                                         |
| 6785                | 1990 VA7     | 12 tháng 11 năm 1990 | Fujieda                | H. Shiozawa, M. Kizawa                                 |
| 6786 Doudantsutsuji | 1991 DT      | 21 tháng 2 năm 1991  | Karasuyama             | S. Inoda, T. Urata                                     |
| 6787                | 1991 PF15    | 7 tháng 8 năm 1991   | Palomar                | H. E. Holt                                             |
| 6788                | 1991 PH15    | 7 tháng 8 năm 1991   | Palomar                | H. E. Holt                                             |
| 6789 Milkey         | 1991 RM6     | 4 tháng 9 năm 1991   | Palomar                | E. F. Helin                                            |
| 6790 Pingouin       | 1991 SF1     | 28 tháng 9 năm 1991  | Kiyosato               | S. Otomo                                               |
| 6791                | 1991 UC2     | 29 tháng 10 năm 1991 | Kushiro                | S. Ueda, H. Kaneda                                     |
| 6792 Akiyamatakashi | 1991 WC      | 30 tháng 11 năm 1991 | Susono                 | M. Akiyama, T. Furuta                                  |
| 6793 Palazzolo      | 1991 YE      | 30 tháng 12 năm 1991 | Bassano Bresciano      | Bassano Bresciano                                      |
| 6794 Masuisakura    | 1992 DK      | 26 tháng 2 năm 1992  | Dynic                  | A. Sugie                                               |
| 6795 Örnsköldsvik   | 1993 FZ12    | 17 tháng 3 năm 1993  | La Silla               | UESAC                                                  |
| 6796 Sundsvall      | 1993 FH24    | 21 tháng 3 năm 1993  | La Silla               | UESAC                                                  |
| 6797 Östersund      | 1993 FG25    | 21 tháng 3 năm 1993  | La Silla               | UESAC                                                  |
| 6798 Couperin       | 1993 JK1     | 14 tháng 5 năm 1993  | La Silla               | E. W. Elst                                             |
| 6799 Citfiftythree  | 1993 KM      | 17 tháng 5 năm 1993  | Palomar                | E. F. Helin                                            |
| 6800 Saragamine     | 1994 UC      | 29 tháng 10 năm 1994 | Kuma Kogen             | A. Nakamura                                            |